# Ceteris paribus
Caeterīs pāribus, frecuentemente escrita como cæterīs, cēterīs o céteris páribus, es una locución latina que significa literalmente «Siendo el resto de las cosas iguales». Ceteris significa ‘el resto, lo demás’ (como en et cetĕra) y páribus significa ‘igual’. Gramaticalmente esta expresión es un ejemplo de ablativo.

## Uso general
En ciencias se llama así al método en el que se mantienen constantes todas las variables de una situación, menos aquella cuya influencia se desea estudiar. Esto permite simplificar el análisis, ya que en caso contrario sería muy difícil o imposible dilucidar el efecto de cada variable individual. Si se aplica reiteradamente el método, variando ordenadamente cada una de las variables y solo una variable por vez, es posible llegar a comprender fenómenos muy complejos. El método permite el análisis de fenómenos complejos y facilita su descripción.
El habla también puede hacer uso implícito del método, siendo un claro ejemplo el uso de condicionales, como en la oración «Si se aprieta el gatillo de una pistola cargada con pólvora y bala, se dispara la pistola»: si la pólvora estuviera mojada, entonces la pistola no dispararía, por lo que la oración debe entenderse ceteris paribus, es decir, cumpliéndose todos los demás requisitos necesarios. De lo contrario, sería imprescindible especificar todas las condiciones en que tiene lugar el hecho, lo que sería sumamente engorroso.

## Uso en economía
En economía —especialmente gracias a la contribución de Alfred Marshall— la expresión cēterīs paribus es muy usada para facilitar la aplicación de modelos abstractos, habiéndose constituido en un instrumento fundamental del análisis económico. Su uso en la materia, se refiere a que en una ecuación de índole económica, la comparación de un factor de dicha ecuación sea variable con otros factores de la misma ecuación que permanecen constantes.
En el caso de más de tres variables, no es posible la gráficación. La gráfica con tres variables puede no ser intuitiva. Reduciendo el análisis a dos variables, sin considerar momentáneamente las otras, estas pueden ser representadas en un gráfico cartesiano más intuitivo y de comprensión más sencilla, con la posibilidad de incluir las otras variables en otros tantos gráficos.

## Otras áreas
Hay disciplinas donde la expresión no se usa explícitamente, aunque subyace en métodos o formalismos de uso frecuente. Por ejemplo, en matemática y física es frecuente usar fórmulas como

{\displaystyle \left({\frac {\partial Y}{\partial x}}\right)_{z}\ }, siendo {\displaystyle Y=f(x,z)}

Se entiende que Y es una función dependiente de dos variables x y z, en ese caso la expresión presentada anteriormente denominada derivada parcial, corresponde a la tasa de variación de Y respecto de x cæteris paribus; es decir, manteniendo el resto constante (en este caso, la variable z constante).